# Ханзи Флик
Ханс-Дитер Флик (Хајделберг, 24. фебруар 1965), познат по надимку Ханзи, немачки је фудбалски тренер и бивши фудбалер. Тренутно води екипу Барселоне.

## Каријера
Током играчке каријере наступао је за Зандхаузен, Бајерн Минхен и Келн. Први клуб који је водио као тренер био је четвртолигаш Викторија Баментал. Године 2000. постао је тренер Хофенхајма, који је тада такође наступао у четвртој лиги и с којим је Флик осигурао прелазак у виши ранг — Регионалну лигу Југ. Из клуба је отишао 2005. Између 2006. и 2014. био је помоћник селектору репрезентације Немачке Јоахиму Леву. Био је део стручног штаба Немачке која је освојила Светско првенство 2014. После завршетка првенства вршио је функцију спортског директора у Фудбалском савезу Немачке. На тој позицији је остао до 2017.
У минхенски Бајерн се вратио у улози помоћног тренера 2019. Пошто је у септембру исте године тадашњи главни тренер Бајерна Нико Ковач отпуштен, Флик је именован за новог, привременог тренера тог клуба. Касније му је уговор продужен застално, а исте сезоне (2019/20) с клубом је освојио Бундеслигу, Куп Немачке и Лигу шампиона чиме је клубу донео тек другу континенталну триплету у историји. Следеће сезоне под његовим вођством је Бајерн освојио УЕФА суперкуп, Светско клупско првенство и Бундеслигу. Флик и Пеп Гвардиола су једини тренери који су као главни тренери у току једне године успели освојити шест титула (национално првенство, национални куп, национални суперкуп, континентално клупско такмичење, континентални суперкуп и међународно клупско такмичење) с клубовима које су водили. Године 2021. заменио је Лева на месту селектора репрезентације Немачке. Преводио је немачку репрезентацију на Светском првенству 2022. Након низа лоших резултата добио је отказ 2023. Од 2024. је тренер Барселоне.

## Статистика тренерске каријере
Ажурирано 15. маја 2025.
| Екипа              | Датум доласка     | Датум одласка       | Учинак | Учинак | Учинак | Учинак | Учинак | Учинак | Учинак | Учинак | Учинак                                |
| Екипа              | Датум доласка     | Датум одласка       | ОУ     | П      | Н      | И      | ДГ     | ПГ     | ГР     | П %    | Реф.                                  |
| ------------------ | ----------------- | ------------------- | ------ | ------ | ------ | ------ | ------ | ------ | ------ | ------ | ------------------------------------- |
| Викторија Баментал | 1. јул 1996.      | 30. јун 2000.       | 122    | 44     | 33     | 45     | 205    | 218    | −13    | 036,07 | [ 2 ] [ 3 ] [ 4 ] [ 5 ]               |
| Хофенхајм          | 1. јул 2000.      | 19. новембар 2005.  | 196    | 88     | 46     | 62     | 345    | 263    | +82    | 044,90 | [ 6 ] [ 7 ] [ 8 ] [ 9 ] [ 10 ] [ 11 ] |
| Бајерн Минхен      | 3. новембар 2019. | 30. јун 2021.       | 86     | 70     | 9      | 7      | 255    | 85     | +170   | 081,40 | [ 12 ] [ 13 ]                         |
| Немачка            | 1. јул 2021.      | 10. септембар 2023. | 25     | 12     | 7      | 6      | 60     | 30     | +30    | 048,00 | [ 14 ]                                |
| Барселона          | 29. мај 2024.     | данас               | 58     | 43     | 7      | 8      | 169    | 69     | +100   | 074,14 | [ 15 ]                                |
| Укупно             | Укупно            | Укупно              | 487    | 257    | 102    | 128    | 1.034  | 665    | +369   | 052,77 | —                                     |

1. 1 2  Статистика не укључује регионалне купове.

## Успеси

### Као играч
Бајерн Минхен
- Бундеслига (4): 1985/86, 1986/87, 1988/89, 1989/90.
- Куп Немачке (1): 1985/86.
- Суперкуп Немачке (1): 1987.
- Куп шампиона: финалиста 1986/87.

Келн
- Куп Немачке: финалиста 1990/91.

### Као тренер
Немачка (као помоћни тренер)
- Светско првенство (1): 2014. (треће место 2010).

Бајерн Минхен
- Бундеслига (2): 2019/20, 2020/21.
- Куп Немачке (1): 2019/20.
- Суперкуп Немачке (1): 2020.
- Лига шампиона (1): 2019/20.
- УЕФА суперкуп (1): 2020.
- Светско клупско првенство (1): 2020.[16]

Барселона
- Ла лига (1): 2024/25.
- Куп Шпаније (1): 2024/25.
- Суперкуп Шпаније (1): 2025.